# Purba Tua (Padang Bolak)
Purba Tua is een bestuurslaag in het regentschap Padang Lawas Utara van de provincie Noord-Sumatra, Indonesië. Purba Tua telt 35 inwoners (volkstelling 2010).